# Sinningia carolinae
Sinningia carolinae là một loài thực vật có hoa trong họ Tai voi. Loài này được (Wawra) Benth. & Hook. f. ex Siebert & Voss miêu tả khoa học đầu tiên năm 1894.